# Chikushino
Chikushino (jap. 筑紫野市, -shi) ist eine Stadt in der Präfektur Fukuoka in Japan.

## Geographie
Chikushino liegt südöstlich von Fukuoka und nördlich von Kurume.

## Geschichte
Die Stadt Chikushino wurde am 1. April 1972 gegründet.

## Verkehr
- Straßen:
  - Kyūshū-Autobahn
  - Nationalstraße 3: nach Kagoshima oder Kitakyūshū
  - Nationalstraßen 200, 386
- Eisenbahn:
  - JR Kagoshima-Hauptlinie: nach Kitakyūshū
  - JR Chikuho-Hauptlinie

## Weblinks

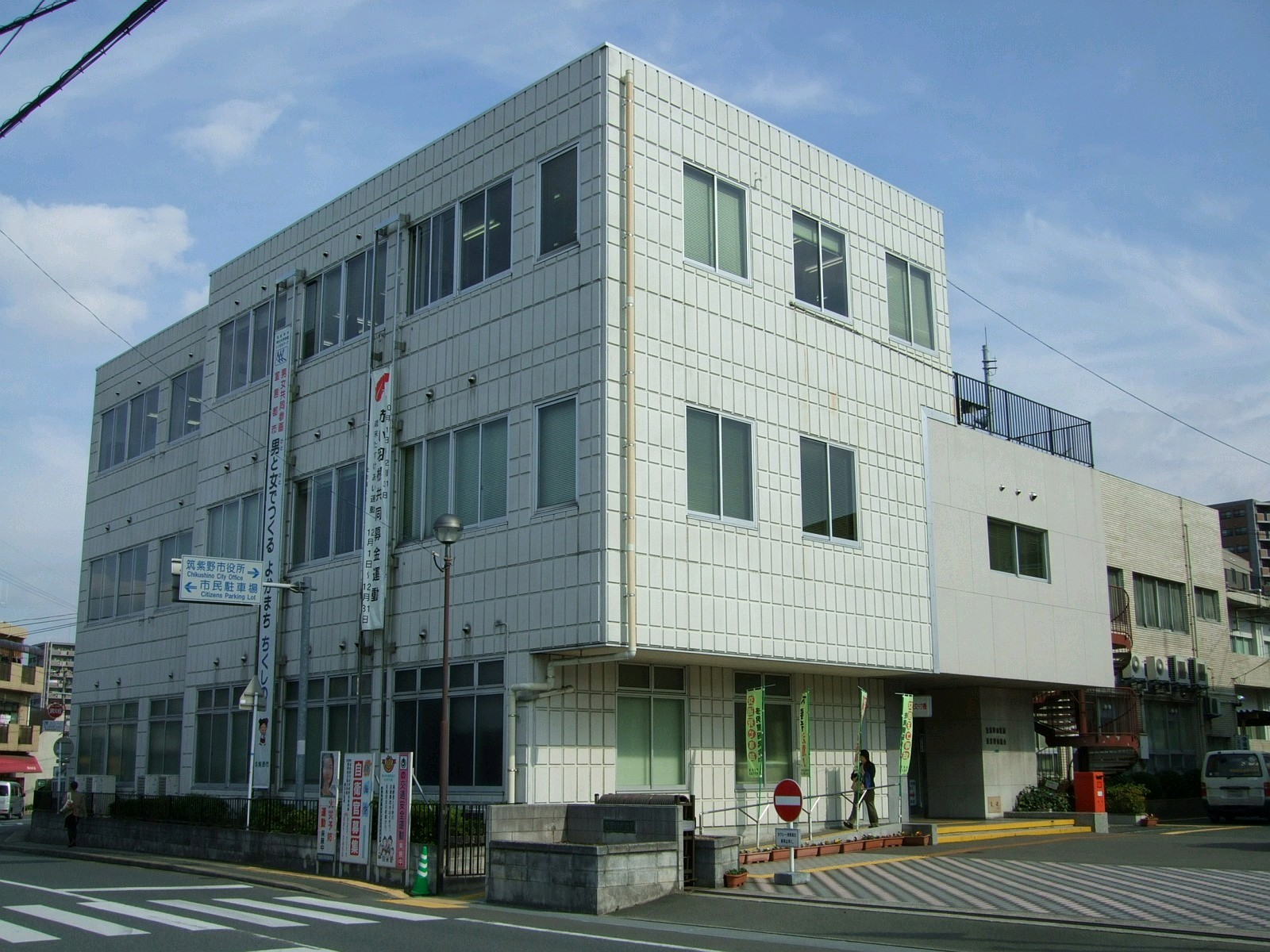
Rathaus von Chikushino

## Angrenzende Städte und Gemeinden
Präfektur Fukuoka
- Ogōri
- Dazaifu
- Onojo
- Iizuka
- Nakagawa
- Chikuzen

Präfektur Saga
- Tosu
- Kiyama